# جین بیس
جین بیس (فرانسوی: Jean Biès‎; ۲۸ اوت ۱۹۳۳ – ۱۱ ژانویهٔ ۲۰۱۴) استاد، نویسنده، فیلسوف و شاعر اهل فرانسه بود.
در سال ۲۰۰۴ اولین مجموعه انگلیسی نوشته‌های خود را با عنوان world wisdom منتشر کرد.
او برندهٔ جوایزی همچون لژیون دونور (شوالیه) شده بود.
از بیس به عنوان یکی از بزرگترین و معتبرتربن شاعر معاصر یاد می‌شود.